# Министър-председател на Грузия
Това е списък на министър-председателите на Грузия от 2008 г.

## Списък на министър-председателите на Грузия
1. Григол Мгалоблишвили (2008 – 2009 г.)
2. Ника Гилаури (2009 – 2012 г.)
3. Вано Мерабишвили (2012 – 2012 г.)
4. Бидзина Иванишвили (2012 – 2013 г.)
5. Иракли Гарибашвили (2013 – 2015 г.)
6. Гиорги Квирикашвили (2015 – 2018)
7. Мамука Бахтадзе (2018 – 2019)
8. Гиорги Гахария (2019 – 2021)
9. Иракли Гарибашвили (2021 – 2024)
10. Иракли Кобахидзе (2024 – понастоящем)